# César de Loma Atienza
César De Loma Atienza (Madrid, 14 de juliol de 1975) és un exfutbolista madrileny, que ocupava la posició de migcampista.

## Trajectòria
Va començar a destacar al filial de l'Atlètic de Madrid. Va ser cedit al Llevant UE (95/96) i a l'Almeria CF (96/97), amb qui debuta a la Segona Divisió. El 1997 retorna a l'Atlètic de Madrid B, que militava a la categoria d'argent. Hi roman dos anys en el filial matalasser, sense arribar a debutar amb el primer equip.
En busca d'oportunitats, a l'estiu de 1999 fitxa pel Boavista SC portugués, que el cediria posteriorment al CP Mérida. La temporada 00/01, el Real Betis es fa amb els seus serveis. Tot i ser suplent, hi juga 18 partits i els sevillans pugen a primera divisió.
El madrileny debuta a la màxima categoria amb el Betis a la temporada 01/02. Hi passaria dues temporades, en les quals només hi suma 13 partits.
La temporada 03/04 recala al Córdoba CF, però una greu lesió el manté en blanc. A mitja campanya marxa al Ciudad de Murcia, però no es recupera i acaba retirant-se.
Posteriorment, el migcampista ha prosseguit en el món del futbol a càrrec d'una escola.